# بوبي (فلم 2006)
بوبي (بالإنجليزية: Bobby) هو فيلم دراما أُصدر في 2006. الفيلم من إنتاج شركة وينشتاين، ومترو غولدوين ماير، وتولّت شركة وينشتاين توزيعه، وهو من إخراج إميليو إستيفيز الذي تولّى كتابة السيناريو أيضًا.

## القصة
تقع أحداث الفيلم في كاليفورنيا، ولوس أنجلوس.

## طاقم التمثيل
- هاري بيلافونت
- شارون ستون
- ماري إليزابيث وينستد
- كريستين سلاتر
- فريدي رودريغز
- مارتن شين
- ديمي مور
- إليجاه وود
- جوي براينت
- مايكل بوين
- جيكوب فارجاس
- روبرت كينيدي
- كيب باردو  [لغات أخرى]‏
- سكوت مكنيري
- سفيتلانا ميتكانا
- ويليام ميسي
- هيذر غراهام
- أنتوني هوبكنز
- لورنس فيشبورن
- نيك كانون
- إميليو إستيفيز
- بريان جيراغتي
- هيلين هنت
- ديفيد كرومهولتز
- ليندسي لوهان
- جوشوا جاكسون
- شيا لابوف
- أشتون كوتشر
- لويس ميستاللو

## الإنتاج
صوّر الفيلم في كاليفورنيا، ولوس أنجلوس ، وكان ميخائيل باريت (مصور سينمائي) مديرًا لتصوير الفيلم.
موسيقى الفيلم التصويرية كانت من تأليف مارك إشام.

## وصلات خارجية
- مقالات تستعمل روابط فنية بلا صلة مع ويكي بيانات